# Rivière aux Canards
La rivière aux Canards est un affluent de la rive nord-ouest du fleuve Saint-Laurent, coulant dans la ville de Saint-Siméon et Baie-Sainte-Catherine, dans la municipalité régionale de comté (MRC) de Charlevoix-Est, dans la région administrative de la Capitale-Nationale, au Québec, au Canada. 

## Toponymie
La rivière doit son nom à[Quoi ?]
Le toponyme « rivière aux Canards » a été officialisé le 5 décembre 1968 par le gouvernement du Québec.

## Géographie
À partir du lac aux Canards, dans le sud-ouest de Baie-Sainte-Catherine, la rivière aux Canards coule sur d'environ 29 km jusqu'à son embouchure dans l'estuaire du Saint-Laurent.